# 1. Division 1989-1990
L'edizione 1989-90 della Bundesliga vide la vittoria finale dello Swarovski Tirol.
Capocannoniere del torneo fu Gerhard Rodax dell'Admira Wacker, con 35 reti.

## La formula
Le dodici squadre del torneo si scontrano in un girone all'italiana con partite di andata e ritorno. Le prime otto accedono ai Meister playoff, le ultime quattro più le prime quattro della Erste Liga ai Mittlere playoff. Alla fine la vincente dei Meister playoff è Campione d'Austria e le squadre seguenti ottengono la qualificazione alla Coppa UEFA, mentre le prime quattro dei Mittlere playoff ottengono il diritto di partecipare alla prossima edizione della Bundesliga austriaca.

## Stagione autunnale
|    | Classifica           | G  | V  | N  | P  | GF | GS | Pt |
| -- | -------------------- | -- | -- | -- | -- | -- | -- | -- |
| 1  | Swarovski Tirol      | 22 | 13 | 8  | 1  | 44 | 21 | 34 |
| 2  | Austria Vienna       | 22 | 14 | 3  | 5  | 50 | 25 | 31 |
| 3  | Admira Wacker        | 22 | 13 | 3  | 6  | 58 | 38 | 29 |
| 4  | Rapid Vienna         | 22 | 11 | 6  | 5  | 44 | 30 | 28 |
| 5  | Sturm Graz           | 22 | 6  | 11 | 5  | 23 | 17 | 23 |
| 6  | First Vienna FC      | 22 | 7  | 7  | 8  | 38 | 40 | 21 |
| 7  | SV Casino Salisburgo | 22 | 5  | 11 | 6  | 29 | 31 | 21 |
| 8  | VSE Sankt Pölten     | 22 | 7  | 7  | 8  | 25 | 31 | 21 |
| 9  | Kremser SC           | 22 | 7  | 6  | 9  | 32 | 33 | 20 |
| 10 | SK Vorwärts Steyr    | 22 | 3  | 8  | 11 | 22 | 40 | 14 |
| 11 | Wiener Sport-Club    | 22 | 4  | 3  | 15 | 19 | 46 | 11 |
| 12 | Grazer AK            | 22 | 4  | 3  | 15 | 16 | 48 | 11 |

## Stagione primaverile
La classifica finale dei Meister playoff è ottenuta sommando una parte dei punti della stagione autunnale con quelli dei playoff stessi, mentre per i Mittlere playoff i punti sono quelli dei soli playoff.

### Meister playoff
|   | Classifica           | G  | V  | N  | P  | GF | GS | Pt |
| - | -------------------- | -- | -- | -- | -- | -- | -- | -- |
| 1 | Swarovski Tirol      | 36 | 23 | 9  | 4  | 78 | 37 | 38 |
| 2 | Austria Vienna       | 36 | 20 | 5  | 11 | 70 | 46 | 30 |
| 3 | Rapid Vienna         | 36 | 17 | 10 | 9  | 69 | 52 | 30 |
| 4 | Admira Wacker        | 36 | 17 | 8  | 11 | 79 | 56 | 28 |
| 5 | Sturm Graz           | 36 | 10 | 16 | 10 | 34 | 30 | 25 |
| 6 | SV Casino Salisburgo | 36 | 10 | 15 | 11 | 49 | 52 | 25 |
| 7 | VSE Sankt Pölten     | 36 | 9  | 16 | 11 | 45 | 54 | 24 |
| 8 | First Vienna FC      | 36 | 10 | 9  | 17 | 51 | 70 | 19 |

### Mittlere playoff
|   | Classifica              | G  | V  | N | P | GF | GS | Pt |
| - | ----------------------- | -- | -- | - | - | -- | -- | -- |
| 1 | SK Vorwärts Steyr       | 14 | 11 | 0 | 3 | 29 | 14 | 22 |
| 2 | Wiener Sport-Club       | 14 | 6  | 3 | 5 | 20 | 18 | 15 |
| 3 | Kremser SC              | 14 | 5  | 5 | 4 | 18 | 17 | 15 |
| 4 | *Donawitzer SV Alpine   | 14 | 6  | 2 | 6 | 16 | 15 | 14 |
| 5 | *SK VOEST Linz          | 14 | 3  | 7 | 4 | 19 | 18 | 13 |
| 6 | *VfB Mödling            | 14 | 5  | 3 | 6 | 21 | 22 | 13 |
| 7 | Grazer AK               | 14 | 4  | 3 | 7 | 18 | 25 | 11 |
| 8 | *SV Spittal an der Drau | 14 | 3  | 3 | 8 | 13 | 25 | 9  |

(*) Squadre appartenenti alla Erste Liga.

## Verdetti
- Swarovski Tirol Campione d'Austria 1989-90.
- Rapid Vienna e Admira Wacker ammesse alla Coppa UEFA 1990-1991.
- SK Vorwärts Steyr, Wiener Sport-Club, Kremser SC e Donawitzer SV Alpine ammesse alla 1. Division 1990-1991.
- Scheda su RSSSF.com, su rsssf.com.
- Risultati e classifica su austriasoccer.at, su austriasoccer.at.